# كارين كينغزبيري
كارين كينغزبيري (بالإنجليزية: Karen Kingsbury)‏ (8 يونيو 1963، فيرفاكس في الولايات المتحدة)؛ كاتِبة، مؤلِّفة أغانٍ، صحفية وروائية أمريكية.